# Cygnus (constelación)
Cygnus o el Cisne es una constelación del hemisferio norte que atraviesa la Vía Láctea. La disposición de sus principales estrellas hace que a veces sea conocida como la Cruz del Norte, en contraste con la constelación austral de la Cruz del Sur.

## Características destacables

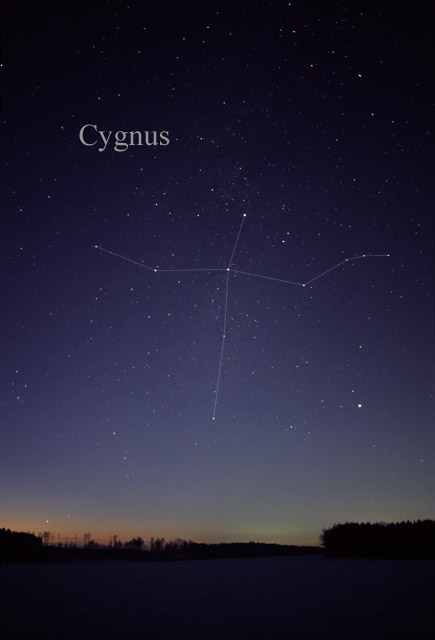
Constelación Cygnus, [http://www.allthesky.com/constellations/visualconstellations.html AlltheSky.com

Deneb (α Cygni), la estrella más brillante de la constelación, ocupa uno de los vértices del llamado Triángulo de verano. 
Es una supergigante blanca de clase espectral A2Iae y una de las estrellas más luminosas de la Vía Láctea, ya que es unas 160 000 veces más luminosa que el Sol.
Al ser una estrella muy alejada de nosotros, existe cierta controversia en cuanto a la distancia a la que se encuentra, estando esta comprendida entre 1550 y 2600 años luz.
Además, es el prototipo de un grupo de variables que llevan su nombre, las variables Alfa Cygni, en las cuales pulsaciones no radiales con múltiples períodos provocan variaciones de brillo del orden de 0,1 magnitudes.
La segunda estrella más brillante de Cygnus es γ Cygni, denominada Sadr, una supergigante amarilla de tipo F8Ib más fría que Deneb con una temperatura efectiva de 6100 K. Tiene una masa 12 veces más grande que la del Sol y una luminosidad 33 000 mayor que la luminosidad solar.
La tercera estrella en cuanto a brillo es Aljanah (ε Cygni), una gigante naranja de tipo K0III doce veces más grande que el Sol y 62 veces más luminosa; que parece estar acompañada por una tenue enana roja cuya separación actual es de al menos 1700 ua.
Fawaris, nombre oficial de δ Cygni, es un sistema estelar triple con dos componentes bastante próximas entre sí —una subgigante blanco-azulada B9.5IV y una estrella de la secuencia principal F1V— y una tercera más alejada.
Otra estrella múltiple es λ Cygni: el período orbital de las dos estrellas interiores es de 11,68 años, mientras que una tercera estrella, de tipo B7V, completa una orbita en torno al par interior cada 387 años.
Por su parte, Albireo (β Cygni) es una de las estrellas dobles más famosas del cielo nocturno, siendo sus componentes una gigante luminosa naranja y una estrella blanco-azulada de la secuencia principal; no se sabe si están físicamente relacionadas —en cuyo caso el período orbital sería de más de 100 000 años— o si simplemente constituyen una estrella doble óptica.
ζ Cygni es una gigante amarilla de tipo espectral G8IIIp. Su principal interés es que es una estrella de bario con una elevada concentración de este elemento, procedente de una enana blanca acompañante que ha podido ser observada con el telescopio espacial Hubble a solo 0,036 segundos de arco de la gigante. El período orbital de este sistema es de 17,8 años. ξ Cygni es una supergigante naranja de tipo K4.5Ib-II situada a unos 1150 años luz; la medida de su diámetro angular (5,816 milisegundos de arco) permite estimar su diámetro, siendo este unas 220 veces más grande que el del Sol.
η Cygni es una gigante naranja de tipo K0III muy semejante a la componente principal de Aljanah, aunque está casi al doble de distancia de la Tierra que esta.
61 Cygni, sistema binario a solo 11,3 años luz, fue la primera estrella —excluyendo el Sol— cuya distancia a la Tierra fue medida. El sistema está formado por dos enanas naranjas de tipo K5V y K7V cuya separación media es de 84 ua. La excentricidad de la órbita, ε = 0,49, hace que su separación varíe entre 44 ua en el periastro y 124 ua en el apoastro. Aunque no existe consenso en cuanto a la edad del sistema, esta ha sido estimada en 6000 ± 1000 millones de años.

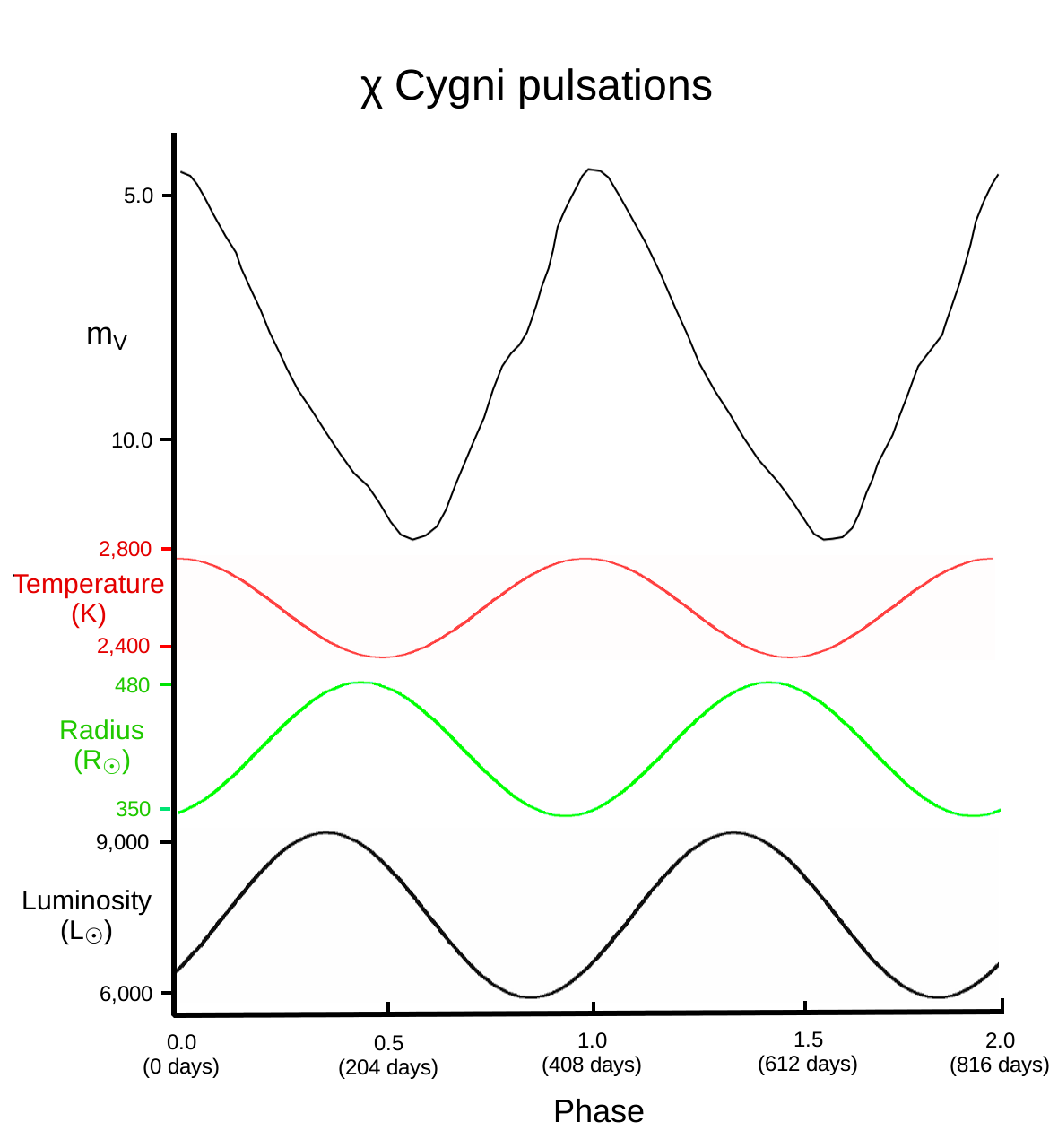
Variaciones de brillo (m_{v}), temperatura, radio y luminosidad bolométrica de χ Cygni

Entre las variables de la constelación hay que destacar a χ Cygni, variable Mira que presenta la mayor variación de brillo en una estrella. De tipo espectral S —la más brillante de esta clase—, tiene una temperatura entre 2699 y 3148 K, y una luminosidad 6034 veces superior a la solar.
Entre julio y agosto de 2005, su brillo alcanzó magnitud 3,8 de acuerdo a varios informes de la AAVSO, lo que supuso su brillo máximo en los últimos 148 años.
Algo más tenue es la también variable Mira R Cygni, de brillo variable entre magnitud 6,10 y 14,40. V Cygni es una fría estrella de carbono, una de las más brillantes en la región del infrarrojo centrada en 2,2 μm.
Por otra parte, X Cygni es una cefeida cuyo brillo fluctúa entre magnitud 5,85 y 6,91 a lo largo de un período de 16,386 días.
P Cygni es una estrella que en 1600 apareció como un astro de tercera magnitud en un lugar donde no se había observado anteriormente ninguna estrella. Es una variable azul luminosa (VLA) distante 1560 pársecs 700 000 veces más luminosa que nuestro Sol.
NML Cygni es una hipergigante roja con un tamaño estimado más de 1100 veces mayor que el del Sol, por lo que es una de las estrellas más grandes que se conocen.
Otra variable interesante es SS Cygni, variable cataclísmica prototipo de un subgrupo de novas enanas. Es una estrella binaria donde la primaria es una enana blanca densa y caliente, y la secundaria una enana naranja de tipo espectral K4. La proximidad entre las dos estrellas propicia que la enana naranja pierda materia de su superficie, la cual pasa a formar parte de un disco de acrecimiento en torno a la enana blanca; la inestabilidad de dicho disco provoca los estallidos observados en esta variable.
Asimismo, CI Cygni es una estrella simbiótica compuesta por una gigante roja y una enana blanca; tras un período de inactividad de 30 años, CI Cygni sufrió un brusco estallido en agosto de 2008 cuando su brillo en banda B aumentó 1,9 magnitudes.
Otra estrella notable en Cygnus es WR 142, una estrella de Wolf-Rayet de tipo espectral WO, muy poco frecuente.  Extraordinariamente caliente, tiene una temperatura efectiva de 200 000 K y es un objeto muy compacto, pues su radio equivale al 40 % del radio solar, pese a que su masa es 20 veces mayor que la del Sol.
Igualmente, dentro de los límites de esta constelación se encuentra Cygnus X-1, fuente de rayos X ampliamente aceptada como un agujero negro.
Entre las estrellas con sistemas planetarios se encuentra 16 Cygni, un sistema triple de dos enanas amarillas y una enana roja; la más tenue de las enanas amarillas tiene un planeta.
Gliese 777 es una binaria compuesta por una subgigante amarilla de tipo G6IV y una enana roja, habiéndose descubierto dos planetas alrededor de la subgigante: el más exterior, 1,5 veces más masivo que Júpiter, se mueve en una órbita apreciablemente excéntrica (ε = 0,36),
mientras que el más interno tiene una masa 18 veces mayor que la de la Tierra.
Por otra parte, Cygnus es una de las constelaciones donde el satélite Kepler llevó a cabo la búsqueda de planetas extrasolares, encontrando alrededor de cien estrellas con planetas. Uno de los sistemas más notables es Kepler-11, enana amarilla con seis planetas en órbitas coplanares; los períodos orbitales de los cinco planetas más internos son inferiores a 50 días, lo que supone que todos ellos estarían englobados dentro de la órbita de Mercurio en nuestro sistema solar.
También es interesante el exoplaneta KELT-9b que orbita alrededor de HD 195689; a fecha de 2017 es considerado el planeta más caliente descubierto, ya que en su superficie se alcanzan los 10 170 K de temperatura.
Otro planeta en Cygnus, denominado Kepler-1704 b, tiene una órbita extremadamente excéntrica (ε = 0,921) en torno a su estrella, lo que hace que su temperatura fluctúe 700 °C a lo largo de su período orbital de 2,7 años.
KIC 8462852 —llamada también Estrella de Boyajian porque fue inicialmente investigada por la astrónoma Tabetha S. Boyajian— es una estrella de Cygnus que presenta fluctuaciones de luz inusuales que implican una disminución de su brillo de hasta un 22 %; se han propuesto diversas hipótesis para explicar estos grandes cambios irregulares, pero ninguna explica completamente todos los aspectos de su curva de luz.

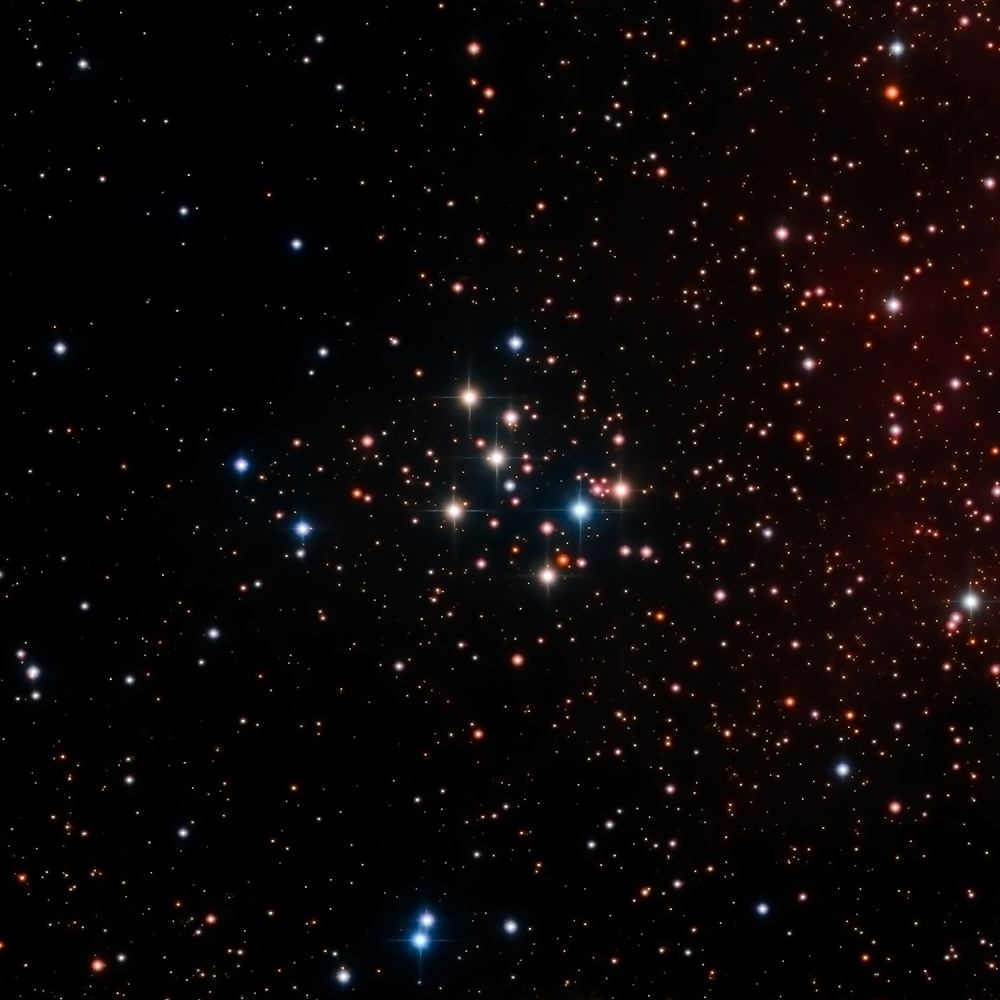
Cúmulo abierto M29

La constelación contiene dos objetos del catálogo Messier. M29 es un cúmulo abierto disperso de 13,2 millones de años de antigüedad que se encuentra a una incierta distancia de 3740 años luz.
M39 es otro cúmulo abierto más cercano —está situado a unos 1000 años luz— y tiene una edad intermedia, estimada en 280 millones de años. Treinta estrellas son miembros seguros del cúmulo y ocupan un volumen de unos siete años luz de diámetro.

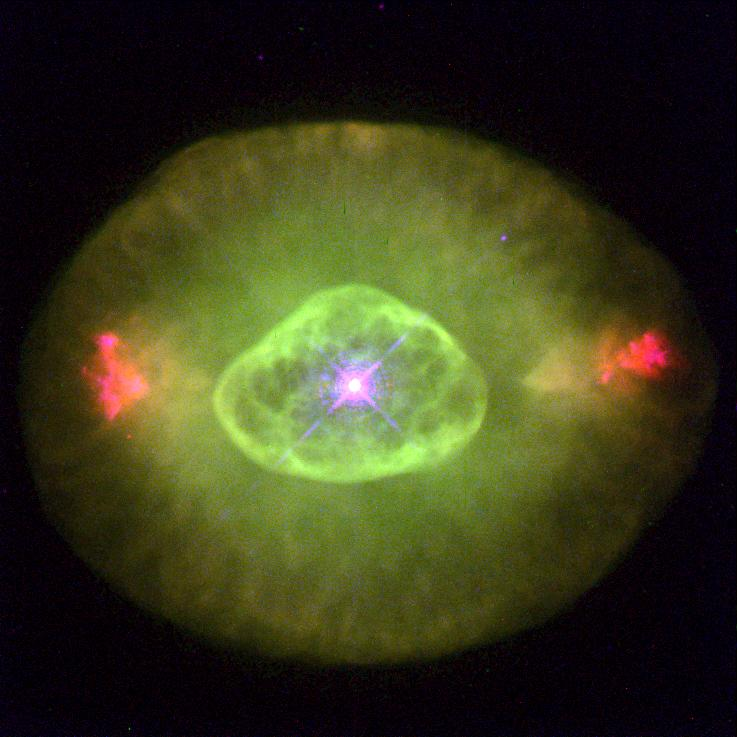
Imagen de NGC 6826 obtenida con el telescopio espacial Hubble

Cygnus cuenta con diversas nebulosas, siendo NGC 7000, llamada también nebulosa Norteamérica, una de las más conocidas. Es una nebulosa de emisión pero no se conoce con exactitud la distancia a la que se encuentra —que pudiera ser unos 1500 años luz— ni la estrella responsable de la ionización del hidrógeno que produce la emisión de luz. NGC 7000 y la cercana nebulosa Pelícano (IC 5070) forman parte de la misma nube interestelar de hidrógeno ionizado (región HII).
También la nebulosa Medialuna (NGC 6888) es una nebulosa de emisión, creada por el fuerte viento estelar originado por la estrella de Wolf-Rayet WR 136 que choca y dinamiza el viento más lento que expulsó la estrella cuando se convirtió en una gigante roja hace unos 250 000 años.
Por el contrario, la estrella de Campbell es también una estrella de Wolf-Rayet si bien está en el centro de una nebulosa planetaria (PK 064+05 1); la edad aproximada de esta nebulosa es de 700 u 800 años.
Otra nebulosa planetaria es NGC 6826, conocida también por el sobrenombre de «nebulosa del Ojo que Parpadea», situada al menos a 5200 años luz de la Tierra. La estrella central tiene una temperatura efectiva de 56 000 - 65 000 K y es 6000 veces más luminosa que el Sol.
Cygnus contiene varios restos de supernova, entre ellos CTB 80, cuyo remanente estelar, denominado PSR B1951+32, fue descubierto en 1988 y es un púlsar energético con un período de rotación de 39,5 ms.
CTB 87 es otro resto de supernova, probablemente originado por una supernova de tipo II hace unos 9000 años. En su centro ha quedado una estrella de neutrones —resuelta por primera vez con el observatorio de rayos X Chandra— que está envuelta por una compacta y extendida nebulosa de rayos X.

## Estrellas principales

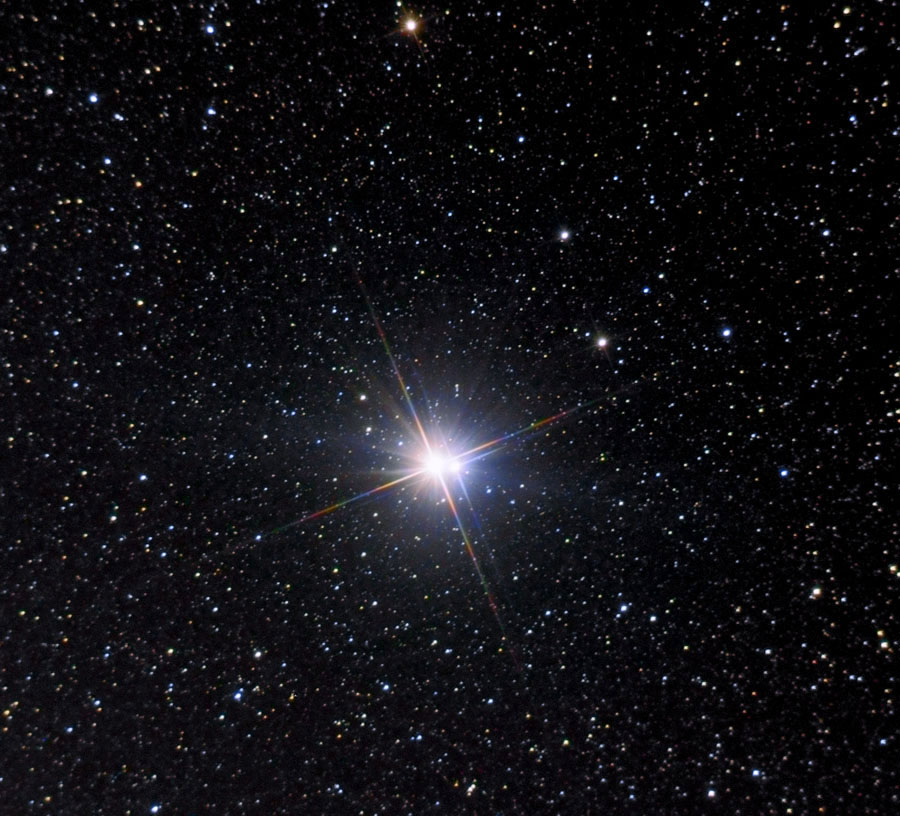
Estrella doble Albireo (β Cygni)

- α Cygni (Deneb), la estrella más brillante de la constelación con magnitud aparente 1,25, es una estrella supergigante blanco-azulada. Muy alejada de nosotros, no se conoce su distancia con exactitud, pudiendo estar entre 1600 y 3200 años luz. Su brillo ha de ser extraordinario, con una luminosidad entre 60 000 y 250 000 soles.
- β Cygni (Albireo), con magnitud 3,05, es una estrella doble donde las dos componentes, una amarilla y la otra azul, están separadas 34 arcsec. A su vez, la primera de ellas es una binaria espectroscópica.
- γ Cygni (Sadr), la segunda más brillante de la constelación con magnitud 2,23, supergigante amarilla a 1500 años luz.
- δ Cygni (Fawaris), de magnitud 2,86, una sistema estelar triple.
- ε Cygni (Aljanah o Giennah), de magnitud 2,48, una gigante naranja.
- ζ Cygni, estrella de bario con una enana blanca acompañante.
- η Cygni, gigante naranja de magnitud 3,88.
- λ Cygni, estrella múltiple de magnitud 4,75.
- ξ Cygni, supergigante naranja de magnitud 3,72 situada a 1150 años luz.
- ο Cygni, denominación compartida por dos estrellas distintas, ο1 Cygni y ο2 Cygni; curiosamente las dos son binarias eclipsantes.
- ρ Cygni, gigante amarilla de magnitud 4,00.
- σ Cygni, supergigante blanco-azulada de magnitud 4,26.
- τ Cygni, estrella múltiple con cuatro componentes; la estrella principal es una variable Delta Scuti.
- χ Cygni, supergigante de tipo S, cuyo brillo oscila entre magnitud 3,30 y 14,20, la mayor variación conocida en una estrella.
- ω1 Cygni, subgigante blanco-azulada de magnitud 4,94.
- ω² Cygni (Ruchba), estrella doble cuya observación es muy interesante por el contraste entre las dos componentes, una roja y otra azul.
- 11 Cygni, estrella Be de magnitud 6,03.
- 16 Cygni, sistema triple compuesto por dos enanas amarillas parecidas al Sol, y una enana roja: se ha descubierto un planeta extrasolar alrededor de una de las estrellas amarillas.
- 17 Cygni, enana amarilla de magnitud 4,99 distante 68 años luz.
- 29 Cygni, con magnitud 4,96, es una estrella Lambda Bootis y una variable Delta Scuti.
- 41 Cygni, gigante luminosa blanco-amarilla de magnitud 4,01.
- 52 Cygni, gigante amarillo-anaranjada de magnitud 4,22.
- 59 Cygni (V832 Cygni), sistema estelar de magnitud 4,74 cuya estrella primaria es una estrella Be.
- 61 Cygni, estrella binaria formada por dos enanas naranjas en las cercanías del sistema solar (11,36 años luz), una de las mejores para observar con prismáticos.
- P Cygni, estrella hipergigante variable luminosa azul, una de las más brillantes de la galaxia. Su magnitud aparente es 4,8.
- X Cygni, variable cefeida cuyo brillo varía entre magnitud 5,85 y 6,91 en un período de 16,3863 días.

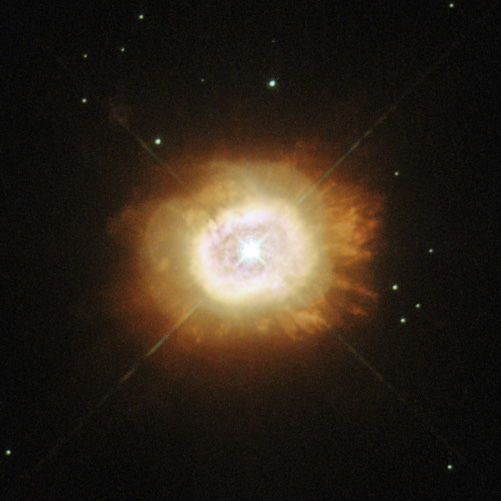
La Estrella de Campbell y la nebulosa planetaria asociada a ella, observadas por el telescopio espacial Hubble

- RV Cygni, estrella de carbono y variable semirregular de brillo variable entre magnitud 10,8 y 12,4.
- RW Cygni y BC Cygni, supergigantes rojas de gran tamaño.
- SS Cygni, posiblemente la estrella variable más observada del cielo, cuya magnitud varía entre 8,3 y 12,2.
- TT Cygni, estrella de carbono con una cubierta de polvo alrededor.
- CH Cygni y CI Cygni, estrellas simbióticas.
- KY Cygni, una colosal supergigante roja, una de las más grandes que se conocen; su diámetro es 1420 veces mayor que el del Sol.
- V444 Cygni, binaria eclipsante que contiene una estrella de Wolf-Rayet.
- V478 Cygni, también binaria eclipsante compuesta por dos estrellas calientes de tipo O.
- NML Cygni (V1489 Cygni), hipergigante roja y una de las estrellas más grandes que se conocen, alrededor de 1790 radios solares. Su distancia a la Tierra se estima en alrededor de 1,6 kpc (unos 5500 años luz). Descubierta por Neugebauer, Martz, y Leighton en 1965, el nombre NML proviene de los nombres de estos tres descubridores.
- V1687 Cygni, sistema binario masivo compuesto por una supergigante azul y una estrella de Wolf-Rayet.
- HD 184499, estrella con más de 10 000 millones de años de antigüedad de magnitud 6,61.

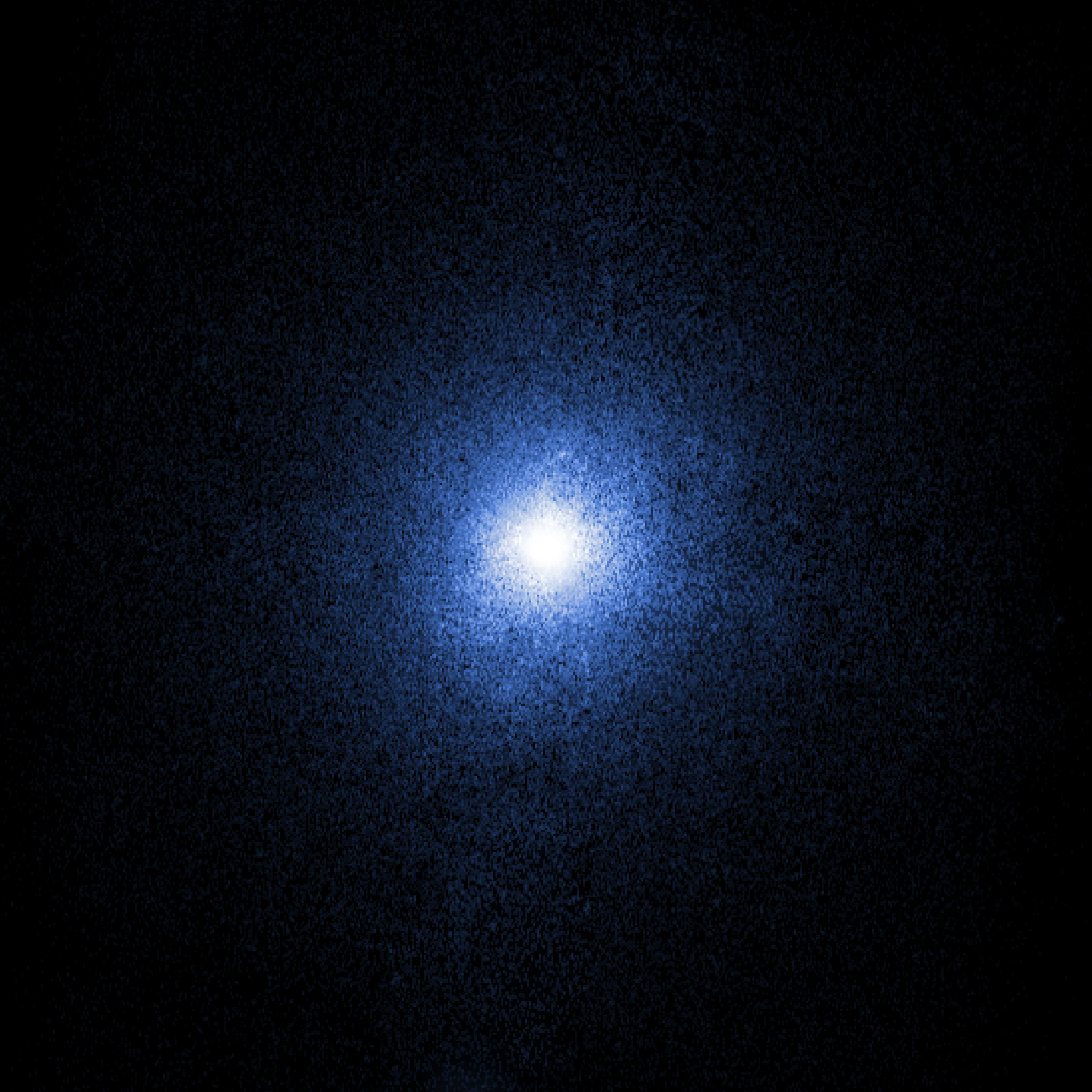
Imagen de Cygnus X-1 obtenida con el telescopio espacial Chandra

- HD 188753, con un posible planeta extrasolar; sería el primero descubierto alrededor de un sistema estelar triple.
- Estrella de Campbell (BD+30 3639), estrella central de la nebulosa planetaria PK 064+05 1.
- A11 y A36, estrellas masivas que probablemente forman parte de la asociación estelar Cygnus OB2.
- WR 142, estrella de Wolf-Rayet muy caliente y compacta, del raro tipo espectral WO.
- BD+40 4210, estrella supergigante azul y posible variable azul luminosa miembro de Cygnus OB2.
- Gliese 777, sistema binario en donde la componente principal tiene dos planetas extrasolares.
- GJ 1245 (V1581 Cygni), sistema estelar triple a unos 15 años luz de la Tierra.
- GJ 1253, tenue enana roja distante 30 años luz.
- Cygnus X-1, un sistema binario compuesto por una supergigante azul y otro objeto masivo, probablemente un agujero negro.
- BD+43 3654, estrella supergigante azul que parece haber sido expulsada de Cygnus OB2.
- Estrella de Boyajian (KIC 8462852), estrella de undécima magnitud que muestra fluctuaciones de brillo inusuales.

## Objetos de cielo profundo

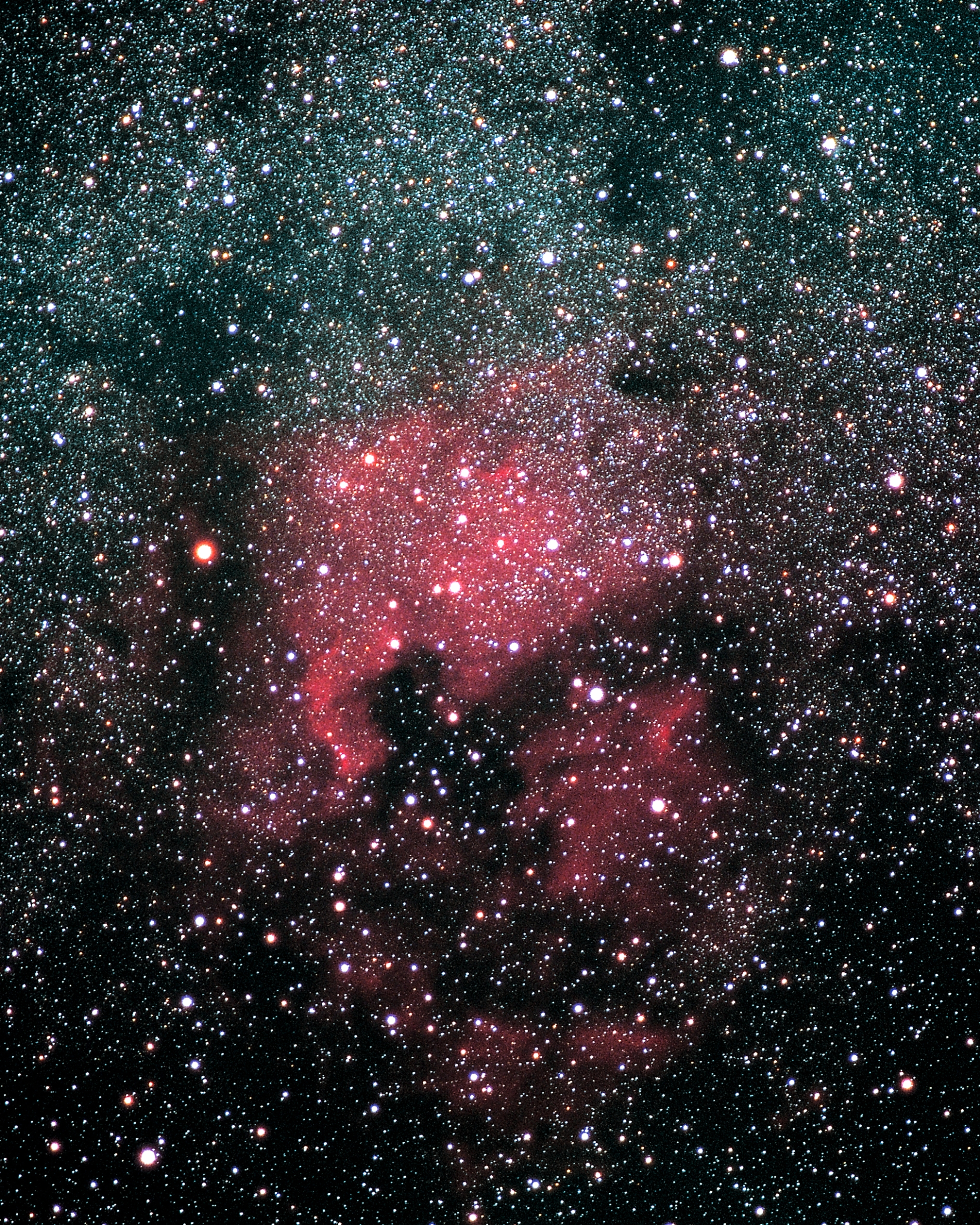
NGC 7000 (nebulosa Norteamérica).

- M29, cúmulo abierto que se encuentra a una incierta distancia en torno a los 6000 años luz.
- M39, cúmulo abierto a 800 años luz de distancia; la estrella más brillante del cúmulo tiene magnitud visual 6,83 y tipo espectral A0.
- Nebulosa Norteamérica (NGC 7000), situada al este de Deneb, su forma recuerda a la del continente norteamericano.
- Nebulosa Pelícano (IC 5070), cuyo nombre se debe a la forma similar a esta ave.
- Nebulosa del Velo (NGC 6960, NGC 6992 y NGC 6995), es el resto de una antigua supernova.
- Nebulosa Medialuna (NGC 6888), formada por una estrella de Wolf-Rayet (WR 136).
- Nebulosas planetarias NGC 6826 (nebulosa del Ojo que Parpadea), NGC 6884, NGC 7027.
- Nebulosa del Huevo (RAFGL 2688), protonebulosa planetaria bipolar.
- HB 21 y SNR G067.7+01.8, remanentes de supernova de morfología mixta.
- Resto de supernova de Gamma Cygni, distante unos 1700 pársecs.
- CTB 80, CTB 87 y W63, también restos de supernova; el segundo de ellos tiene morfología compacta.
- Galaxia NGC 6946, en el límite con la constelación de Cefeo, donde se han observado varias supernovas.
- Cygnus X, gran región de formación estelar en la que se hallan algunas de las estrellas más brillantes de la Vía Láctea (como por ejemplo Cygnus OB2 12) y que incluye a Cygnus OB2, una de las asociaciones estelares más ricas de la Vía Láctea, y que es considerada por algunos autores como un cúmulo globular joven.

## Historia y mitología

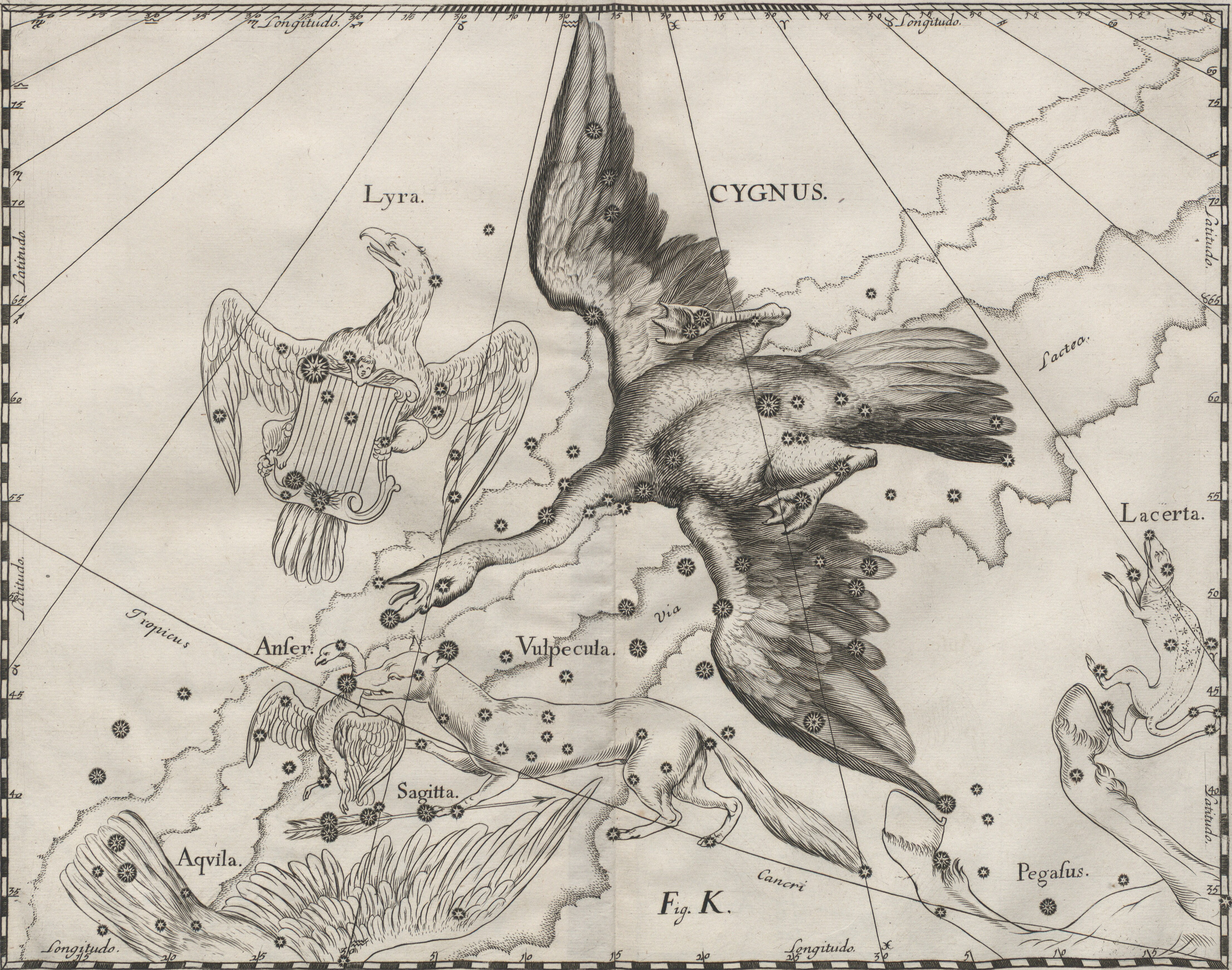
Cygnus y Lira

El catasterismo del Pájaro o el Cisne, en la mitología griega, tiene variantes. Eratóstenes dice que este es el llamado Gran Pájaro, al que comparan con un cisne. Se dice que Zeus se enamoró de Némesis y se hizo semejante a esta ave, pues ella cambiaba una vez y otra de forma para proteger su virginidad y, en aquella ocasión, había adoptado la figura de un cisne. Así pues, él se hizo semejante a esta ave y emprendió el vuelo a Ramnunte en el Ática, y allí sedujo a Némesis. Esta puso un huevo, que se abrió para nacer de él Helena, según declara Cratino, el poeta. Como él no volvió a cambiar de forma sino que salió volando tal cual hacia el cielo, colocó entre los astros la figura del cisne. Y está volando, con el mismo aspecto de entonces.
Todavía existen dos versiones más. Se dice que como los cisnes son aves musicales, se colocó un cisne en las estrellas junto a Lira en honor de Apolo. La supuesta musicalidad de los cisnes, de los que se decía que cantaban muy dulcemente justo antes de morir, era una característica del folclore griego. Otra versión nos dice que Cicno, rey de Liguria, que era un músico dotado, lloró tanto la muerte de su amigo Faetonte que despertó la compasión de Apolo, que lo transformó en cisne (como ave musical que desde entonces llevó su nombre) y lo trasladó a los cielos.